# Zofia Przewłocka
Zofia Przewłocka Goniewska z domu Koźmian (ur. 18 lipca 1818 w Woli Gałęzowskiej, zm. 2 grudnia 1907 w Wierzchowiskach) – działaczka społeczno–oświatowa, gorliwa patriotka, uczestniczka powstania styczniowego. 
Córka Jana Koźmiana i Wiktorii z Mikulicz-Radeckich, bratanica Kajetana i Józefa Koźmiana, siostra Stanisława Egberta i Jana Koźmiana, matka Konstantego Przewłockiego oraz Zofii Kowerskiej.

## Życiorys
Zofia Przewłocka urodziła się w Woli Gałęzowskiej dwa miesiące po śmierci swojego ojca. Jej matka była wyznania ewangelicko-reformowanego i w tym wyznaniu była wychowywana Zofia (jej bracia byli katolikami po matce). Jako dziecko była uczennicą zdolną, posiadała nadprzeciętne uzdolnienia muzyczne i wokalne. Ukończyła znaną pensję Wilczyńskiej w Warszawie. Pobierała lekcje muzyki u Wojciecha Żywnego – nauczyciela Chopina. Doskonale grała na fortepianie i fisharmonii. Lekcji śpiewu udzielał jej m.in. słynny Włoch Ciccimaro, swoje umiejętności wokalne prezentowała uczestnicząc w wielu wieczorach towarzyskich i koncertach charytatywnych m.in. na dworze króla hanowerskiego. Podobne uzdolnienia i pasje miały jej dzieci, a także drugi mąż Konstanty Goniewski. W Woli Gałęzowskiej często rozbrzmiewały muzyka i śpiew, zarówno w wersji klasycznej instrumentalnej, jak i ludowej, w wykonaniu wiejskiej kapeli, z okazji wiejskich wesel. 
29 marca 1845 r. w Chodlu poślubiła Józefa Przewłockiego h. Przestrzał. Zamieszkali we Wronowie, a w 1851 r. kupili posiadłość Wola Gałęzowska od matki Zofii Wiktorii Ikierattowej. Wprowadzili się do starego, drewnianego dworu z XVIII wieku, kilka lat później zbudowali nowy dom, równocześnie sprzedając Wronów. Mieli sześcioro dzieci. W 1861 r. zmarł Józef Przewłocki, sześć lat później Zofia Przewłocka poślubiła Konstantego Goniewskiego h. Glaubicz. Około 1870 przeszła na katolicyzm.
Zofia Przewłocka zmarła 2 grudnia 1907 r. w podjanowskich Wierzchowiskach. Została pochowana na cmentarzu w Bychawie razem z Konstantym Goniewskim. 

## Działalność oświatowa
Przez ponad 40 lat uczyła wiejskie dzieci na swoim dworze. Zazwyczaj była to grupa od 60 do 80 osób. Pomagali jej w tym domownicy dworu, w tym własne dzieci i ich nauczyciele. Cały proces uczenia, koncepcje programowe oraz sprawdzenie wiadomości i umiejętności dzieci objętych nauką były dziełem samej Przewłockiej. Jej pasję i poświęcenie niektórzy traktowali jako dziwactwo. Ona jednak uważała to za swój obowiązek i nie dała się zrazić żadnym przeszkodom. W roku 1888 zagrożona więzieniem została zmuszona do zakończenia swojej pracy. Dwór u Zofii Przewłockiej był jedynym kontaktem dzieci wiejskich z polszczyzną i polskością. Szkoła ta była przypadkiem niespotykanym na szerszą skalę.

## Działalność społeczna
Była osobą otwartą na potrzeby innych. Do późnych lat włączała się w działalność dobroczynną i różne akcje pomocy, do których angażowała również swoich najbliższych. Okoliczni włościanie z zaufaniem zwracali się do dworu w przypadku nagłej choroby, zawsze mogli liczyć na pomoc właścicieli dworu. Przewłoccy, mieszkając jeszcze we Wronowie śpieszyli chłopom z pomocą w czasach głodu czy epidemii cholery. Gdy Śląsk przeżywał kryzys i głód, gdy brakowało żywności, z dworu w Woli pojechały tam wozy naładowane mąką, kaszą i bielizną. Ukryto tam również elementarze i polskie książki. Na wsparcie Przewłockiej mogły liczyć również przykościelne lubelskie schroniska dla bezdomnych i kalek, a okoliczne parafie na własnoręcznie haftowane szaty liturgiczne.

## Działalność patriotyczna
Zofia Przewłocka czynnie zaangażowała się w Powstanie Styczniowe, przewodniczyła organizacji „Piątek”. Uczestniczyła w bitwie pod Fajsławicami, gdzie opatrywała rannych. Założyła dla powstańców szpital w Bychawie, szyła mundury, przyjmowała przesyłki broni z Galicji. Organizowała przy pomocy miejscowych ziemian pomoc kurierską i sanitarną dla powstańców, których zaopatrywała w odzież i żywność. 

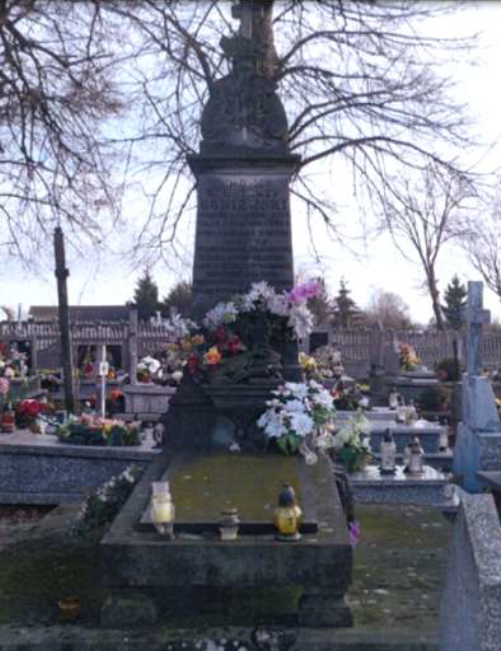
Grób Zofii Przewłockiej na cmentarzu w Bychawie

Oskarżona o przechowywanie broni z początkiem 1864 r. była więziona w Lublinie i na cytadeli warszawskiej, a następnie z synem powstańcem Stanisławem i córką Zofią wywieziona za Niżny Nowogród do Semenowa. Aresztowana i zesłana w głąb Rosji, nie straciła ducha. Wraz z towarzyszącą jej na wygnaniu córką Zofią stworzyła krąg Polaków, którzy mimo ciężkich warunków życia troszczyli się o własny rozwój umysłowy i pielęgnowali w sobie polskość. Do kraju powróciła w 1865 roku.

## Inne informacje
Następni właściciele Woli Gałęzowskiej – syn Zofii Przewłockiej Konstanty Przewłocki razem ze swoją córką – Konstancją Wysocką w 1928 r. ufundowali mieszkańcom drewniany kościółek, który służy wiernym do dziś. Ich prochy, staraniem rodziny zostały w 1996 r. przeniesione z Bychawy na cmentarz przykościelny w Woli Gałęzowskiej.
W miejscu, w którym kiedyś stał dwór Koźmianów, Przewłockich i Wysockich obecnie znajduje się dom dziecka.
17 października 2014 r. Zofia Przewłocka została patronem Szkoły Podstawowej w Woli Gałęzowskiej. Mieszkańcy pragną, aby pamięć o lokalnej bohaterce nie wygasła. Tym samym przed gronem pedagogicznym stoi ambitne zadanie kontynuacji rozpoczętej przez Zofię Przewłocką misji – dalszej starannej nauki dzieci oraz rozwijania w nich ducha polskości i patriotyzmu. 